# سيرجيو نافارو
سيرجيو نافارو (بالإسبانية: Sergio Navarro)‏ (20 فبراير 1936 تشيلي - ) هو لاعب كرة قدم تشيلي، يلعب كمدافع، شارك في كأس العالم 1962.

## روابط خارجية
- سيرجيو نافارو على موقع الاتحاد الدولي (مؤرشف)  (الإنجليزية)
- سيرجيو نافارو على موقع قاعدة بيانات كرة القدم.إي يو (الإنجليزية)
- سيرجيو نافارو على موقع ناشيونال فوتبول تيمز (الإنجليزية)
- سيرجيو نافارو على موقع Soccerway.com (الإنجليزية)
- سيرجيو نافارو على موقع عالم كرة القدم.نت (الإنجليزية)